# Toluca (Illinois)
Toluca es una ciudad en el Condado de Marshall, Illinois, Estados Unidos de América. Su población, según el censo de 2000, era de 1,339 habitantes. Forma parte del área metropolitana de Peoria, Illinois.

## Geografía
Toluca está localizada en 41°0′12″N 89°8′0″O / 41.00333, -89.13333 (41.003368, -89.133244).
De acuerdo con la Oficina del Censo de los Estados Unidos de América, la ciudad ocupa un área total de 2.7 km².

## Historia
Toluca fue fundada en 1887 como un alto en el ferrocarril que corre entre Atchison, Topeka y Santa Fe, en tierras propiedad de William Twist, originario del Condado de Marshall. En ese año, granjeros locales liderados por Twist solicitaron que el ferrocarril hiciera paradas regulares en Toluca, petición que les fue concedida. Con el apoyo de una empresa de Chicago fue montado un gran elevador de granos por Thomas Colehover, originario de Long Point, Illinois.  Colehower adquirió la primera casa en el área de Toluca, ahora conocida como Old Town.  En 1892, la Devlin Coal Company comenzó a extraer carbón en Toluca.
La población de Toluca se incrementó a 3,500 habitantes hacia 1894, lo que motivó que en ese año fuera constituida como ciudad.  Este crecimiento aumentó debido a la llegada de inmigrantes procedentes de Polonia, Italia y Lituania, atraídos por las minas de carbón.  En 1907, su población ascendía a aproximadamente 6,000 habitantes.  Pero hacia 1924 las minas de carbón dejaron de ser redituables, lo que ocasionó su cierre, dando como resultado una drástica disminución de la población de la ciudad.

## Demografía
Según el censo de 2000, Toluca cuenta con 1,339 habitantes, 581 casas, y 343 familias residiendo en la ciudad. La densidad de población es de 1,260.9 personas por milla cuadrada. Cuenta con 633 unidades habitacionales con una densidad promedio de 596.1 millas cuadradas. La composición racial de la ciudad es de un 54.13% de blancos, 5.07% de afroamericanos, 0.07%  de nativos americanos, 0.37% de asiáticos, 0.60% de otras razas, y 0.75% de dos o más razas. Los hispanos procedentes de algún país latino constituyen el 39.42% de la población.
Cuenta con 581 hogares de los cuales un 25.6% tiene niños menores de 18 años, 48.7% son matrimonios, 7.7% son encabezados por una madre soltera, y el 40.8% son solteros o viven solos. 35.3% de los hogares está compuesto por individuos y el 19.6% tiene viviendo al menos una persona de 65 o más años de edad. El promedio de una casa es de 2.16 y el promedio de una familia es de 2.81 personas.
La población de la ciudad está compuesta en un 20.9% por menores de 18 años, 5.8% entre los 18 y los 24 años, 25.5% entre los 25 y los 44 años, 20.9% entre los 45 y los 64 años, y el 26.8% por personas de 65 o más años de edad. La edad promedio de la población es de 43 años. Por cada cien mujeres hay 81.7 hombres. Por cada 100 mujeres de 18 o más años, hay 78.6 hombres.
El ingreso promedio de un hogar de la ciudad es de $37,072 dólares, y el ingreso promedio por familia es de $45,956 dólares. Los hombres tienen un ingreso promedio de $31,964 dólares, contra $23,558 dólares que en promedio perciben las mujeres. El ingreso per cápita de la ciudad es de $20,243 dólares. Alrededor del 4.8% de las familias y el 6.5% de la población se encuentra por debajo del nivel de pobreza, de los cuales un 7.2% de menores de 18 años y un 5.6% son personas de 65 o más años de edad.